# Cordero de Dios (película)
Cordero de Dios es una película franco-argentina dramática-histórica de 2008 coescrita y dirigida por Lucía Cedrón, en su ópera prima.

## Sinopsis
La película trata de dos secuestros que transcurren en dos planos temporales, con dos elencos para representar a los principales personajes: en 2002, momento en que comenzaban a reabrirse los juicios por violaciones de derechos humanos durante la última dictadura argentina inmediatamente después del estallido social a que llevó la crisis de 2001/2002; y en 1978 en plena dictadura. 
Comienza en 2002 con el secuestro extorsivo en Buenos Aires de Arturo (Marrale), un rico veterinario de 77 años, que 30 años antes había simpatizado con la dictadura y mantenido buenas relaciones con los militares. Los secuestradores se comunican para pedir el rescate con su nieta Guillermina (Balcarce), de 30 años, quien a su vez recurre a su madre Teresa (Morán), quien vive en Francia desde hace mucho tiempo, producto del exilio durante la dictadura. 
En 1978 Teresa y su esposo Paco militaban contra la dictadura. Teresa fue secuestrada-desaparecida y detenida en un centro de tortura, siendo finalmente liberada. Al salir se entera de que su esposo Paco (Minuijín) había muerto en un extraño tiroteo, nunca del todo explicado. 
Mientras en 2002 transcurren las negociaciones para el rescate de Arturo, los personajes recuerdan mediante flashbacks los hechos que cada uno protagonizó en 1978, revelándose la verdadera trama.

## Reparto
- Jorge Marrale como Arturo.
- Juan Minujín como Paco.
- Malena Solda como Teresa en 1978.
- Mercedes Morán como Teresa en 2002.
- Ignacia Allamand como María Paz en 1978.
- María Izquierdo como María Paz en 2002.
- Ariana Morini como Guillermina en 1978.
- Leonora Balcarce como Guillermina en 2002.
- Sebastián Pajoni amigo de Guillermina en 2002.
- Manuel Vignau
- Luis Sabatini
- Horacio Peña

## Temas
La película pone en juego las diferentes miradas generacionales y políticas en torno de los desaparecidos un año antes de que en la Argentina se declarase la nulidad de las leyes de impunidad y los indultos; lo cual sucedió finalmente en 2003, y permitió reabrir los juicios contra militares y civiles que hubieran cometido delitos de lesa humanidad en las décadas de 1970 y 1980.

## Interpretaciones
Entrevistada en 2008 Lucía Cedrón se refirió de este modo a la película:

Te pongo un ejemplo de “Cordero de Dios”. El ir y venir del tiempo en un mismo plano. Es un recurso formal y estético. No es un capricho. Es la síntesis de una idea muy concreta de la que estoy convencida y que es que uno convive constantemente con el presente y con toda su historia. Es un ejemplo que suelo tomar porque me parece muy gráfico, la mesa en la que estamos. Quien ve esta mesa no sabe que estamos en el 2008. Está el MP3, la computadora, podría ser del 2004, el celular, pero podría ser un modelo del 2000, esto [la taza] podría ser de los noventa, esto [un vaso] podría ser de los ochenta. Uno, constantemente, en los objetos palpables, tanto como en lo demás, está conviviendo con el momento presente y con todas las etapas anteriores. Como por otro lado creo que la memoria es caprichosa, sinuosa, va y viene en el tiempo, cuando se le da la gana y como se le da la gana, la idea en la pantalla era iniciar un plano, en un tiempo, y seguir en otro, en un mismo espacio porque así es la convivencia con los recuerdos, con las emociones, etc. Este recurso estético y formal está totalmente al servicio de esta idea.
Lucía Cedrón

## Música
La banda musical, a cargo de Sebastián Escofet, cuenta con la participación de Juan el Tata Cedrón y del Chango Spasiuk en acordeón.

## Premios
- Premio Cóndor de Plata: Mejor ópera prima
- Premio Cóndor de Plata: Mejor guion original
- Premio Cóndor de Plata: Mejor actor principal (Jorge Marrale)
- Premio Cóndor de Plata: Mejor actriz de reparto (Malena Solda)
- Premio mejor guion inédito: Festival Internacional del Nuevo Cine Latinoamericano de La Habana de 2004.
- Festival de Cine de Marbella: Colibrí de Oro
- Festival de Cine de Málaga: Mejor película en la sección Territorio Latino
- Festival de Cine de Toulouse: Premio del público